# Петър Анастасов
Петър Кирилов Анастасов е български поет и драматург.

## Биография
Роден е на 27 октомври 1942 г. в пловдивското село Марково. Завършва прогимназията в родното си село, а след това руска гимназия в София. Следва българска филология в Софийския държавен университет. От 1970 г. е член на БКП.
Известен период от време е главен редактор на вестник „Комсомолска искра“, както и директор на издателство „Христо Г. Данов“. Освен това е главен редактор на издателство „Христо Ботев“ и директор на издателство „Български писател“.
Пише пиеси като „Обещай ми светло минало“, „От сняг помилвана душа“, „Голям колкото малка ябълка“, „Четирите посоки на света“, „Църква за вълци“ (1998) и „Живите от мъртвата махала“ (2010). По негов сценарий е заснет филмът „Църква за вълци“, както и телевизионните новели „Малка промяна в звездите“, „Командировка за спомен“, „Оттатък ставаш невидим“. През 2007 година БНТ излъчва 12-серийният филм „Църква за вълци“, създаден по мотиви от неговата едноименна пиеса.
По негови сценарии са заснети и излъчени телевизионните новели „Малка промяна в звездите“, „Командировка за спомен“ и „Оттатък ставаш невидим“. Автор е и на документалната повест „Особени белези няма“.
Автор е на текста на химна на Пловдив (2010).
Собственик на издателство „Светулка 44 Атеней“ – София.

## Награди
- Награда за поезия на Съюза на българските писатели за стихосбирката „Както те обичам“
- Национална награда за поезия „Пеньо Пенев“ (1986)[3]
- Награда „Пловдив“ за цялостно творчество
- Награда „Изворът на белоногата“ на община Харманли и Съюза на българските писатели (2004)[4]
- Лавров „Орфеев венец“ за поезия на Литературните празници „Пловдив чете“ (2010)[5]
- Национална награда „Акад. Николай Лилиев“ на Министерството на културата, община Стара Загора, Съюза на българските писатели и издателство „Захарий Стоянов“ (2015)[6]
- Почетен гражданин на Пловдив (2017)[7]
- Награда „Валери Петров“ за цялостно творчество (2020)[8][9][10]
- Награда „Златен век – огърлие“ на Министерство на културата (2022)[11]

## Книги
- „Зимна нежност“,
- „Тройно огледало“,
- „Площад на хълма“,
- „Както те обичам“,
- „Единствено безсмъртие любов“,
- „40 стихотворения“,
- „Този черен бял свят“,
- „Хубава и проклета си“,
- „Избрано“ – поезия и пиеси – два тома,
- „80 стихотворения“.